# Autoroute 730
L'autoroute 730 (A-730) est une autoroute collectrice québécoise pour l'A-30 dans la région de la Montérégie. Jusqu'au 19 novembre 2010, elle faisait partie de l'A-30, mais cette dernière a été déviée de son axe d'origine. La partie autoroutière restante et déjà construite de l'A-30 est devenue l'A-730, une autoroute collectrice. Elle s'étend de l'échangeur avec l'A-30 jusqu'à la route 132 près du pont Honoré-Mercier. Elle fait environ 4,5 kilomètres de long et 27 000 véhicules circulent quotidiennement sur l'autoroute entre son extrémité sud et la sortie 2.

## Liste des sorties
| MRC        | Municipalité     | km   | Sortie | Destinations                                            | Notes                 |
| ---------- | ---------------- | ---- | ------ | ------------------------------------------------------- | --------------------- |
| Roussillon | Saint-Constant   | 0,00 | 1      | A-30 – Vaudreuil-Dorion, Sorel-Tracy, Québec            | Sortie 47 de l'A-30   |
| Roussillon | Saint-Constant   | 2,00 | 2      | Saint-Constant                                          |                       |
| Roussillon | Sainte-Catherine | 4,20 |        | R-132 – Pont Honoré-Mercier, Montréal, Sainte-Catherine | Intersection à niveau |
|            |                  |      |        |                                                         |                       |